# Quadrangle de Carson
Le quadrangle de Carson (littéralement :  quadrangle du cratère de Carson), aussi identifié par le code USGS V-43, est une région cartographique en quadrangle sur Vénus. Elle est définie par des latitudes comprises entre 0° et 25° S et des longitudes comprises entre 330° et 360° E,. Il tire son nom du cratère de Carson.